# Sergentomyia rima
Sergentomyia rima är en tvåvingeart som beskrevs av Davidson 1987. Sergentomyia rima ingår i släktet Sergentomyia och familjen fjärilsmyggor. Inga underarter finns listade i Catalogue of Life.